# Six-pack (Union européenne)
- Membre de la zone euro (ratifié)
- Membres de la zone euro (non-ratifié)
- Autres (ratifié)
- Autres (non-ratifié)

- États membres n'ayant pas signé le Pacte budgétaire : République tchèque et, par ailleurs, le Royaume-Uni, sorti de l'Union européenne le 31 janvier 2020.

États signataires du pacte budgétaire européen
Membre de la zone euro (ratifié)
Membres de la zone euro (non-ratifié)
Autres (ratifié)
Autres (non-ratifié)
États membres n'ayant pas signé le Pacte budgétaire : République tchèque et, par ailleurs, le Royaume-Uni, sorti de l'Union européenne le 31 janvier 2020.

Le six-pack est un ensemble de cinq règlements et d'une directive entrés en vigueur le 13 décembre 2011 pour l'ensemble des États membres de l'Union européenne. L'objectif du six-pack est de réformer le pacte de stabilité et de croissance (PSC) et d'approfondir la surveillance budgétaire en améliorant sa continuité et son intégration au niveau communautaire grâce au semestre européen ; le système de coordination des politiques économiques et budgétaires des 27 ; en donnant à la Commission européenne la possibilité de demander des corrections aux projets de budgets nationaux des États membres et d'infliger des sanctions.

## Contenu
La Commission européenne a rendu publiques le 29 septembre 2010 cinq propositions de règlements et une proposition de directive qu'elle présentait comme « le plus important renforcement de la gouvernance économique de l'UE et de la zone euro depuis le lancement de l'union économique et monétaire » ; les textes ont été adoptés en novembre 2011.
Réforme du pacte de stabilité et de croissance
- Règlement (UE) n° 1173/2011 du Parlement européen et du Conseil du 16 novembre 2011 sur la mise en œuvre efficace de la surveillance budgétaire dans la zone euro[EUR-Lex 1].
- Règlement (UE) n° 1175/2011 du Parlement européen et du Conseil du 16 novembre 2011 modifiant le règlement (CE) n° 1466/97 du Conseil relatif au renforcement de la surveillance des positions budgétaires ainsi que de la surveillance et de la coordination des politiques économiques[EUR-Lex 2].
- Règlement (UE) n° 1177/2011 du Conseil du 8 novembre 2011 modifiant le règlement (CE) n° 1467/97 visant à accélérer et à clarifier la mise en œuvre de la procédure concernant les déficits excessifs[EUR-Lex 3].

Autres sujets
- Règlement (UE) n° 1174/2011 du Parlement européen et du Conseil du 16 novembre 2011 établissant des mesures d'exécution en vue de remédier aux déséquilibres macroéconomiques excessifs dans la zone euro[EUR-Lex 4].
- Règlement (UE) n° 1176/2011 du Parlement européen et du Conseil du 16 novembre 2011 sur la prévention et la correction des déséquilibres macroéconomiques[EUR-Lex 5].
- Directive 2011/85/UE du Conseil du 8 novembre 2011 sur les exigences applicables aux cadres budgétaires des États membres[EUR-Lex 6].

## Objectifs
Tout comme le semestre européen dont le six-pack est la base juridique, l'objectif principal pour les instances européennes est de tendre vers une Union économique et monétaire (UEM) plus approfondie et plus intégrée, capable de mieux résister aux chocs économiques internationaux, développer une économie prospère à long terme (objectifs repris dans la stratégie Europe 2020) et maitriser au mieux les finances publiques de l'ensemble des États membres.
Le six-pack prévoit une meilleure prise en compte du critère de la dette publique des 27 États membres, un système de décisions et de sanctions financières graduelles pouvant être prises en cas d'infraction des règles par l'un d'entre eux en cas d'absence de mesures suivies d'effet. Les objectifs fixés par le Conseil européen sont les suivants :
- Améliorer la surveillance budgétaire au niveau de l'UE.
- Renforcer les règles du pacte de stabilité et de croissance.
- Renforcer la coordination des politiques économiques entre les États membres de l'UE.

Les limites fixées par les critères de Maastricht (3 % du PIB pour le déficit public et 60 % du PIB pour la dette publique) sont inscrites dans le pacte de stabilité et de croissance et consacrées par le traité sur l'Union européenne ; avec le six-pack, la limite d'endettement acceptable sera effectivement appliquée et un État membre présentant une dette supérieure à 60 % du PIB qui ne réduit pas cet excédent d'au moins 5 % par an en moyenne sur trois ans sera en faute. Dans cet ordre d'idée, l'expansion des dépenses publiques doit être mieux maîtrisée et ne doit pas dépasser celle du PIB à moyen terme, à moins qu'elle ne soit compensée par une augmentation équivalente des recettes. Les différences entre États membres sont davantage prises en compte et notamment les effets des « politiques d'austérité » sur le ralentissement de l'activité économique ou des mesures ponctuelles sur le déficit. Ainsi, si l'économie se contracte en raison de facteurs globaux, les États dont le déficit public dépasse 3 % du PIB peuvent bénéficier d'un délai supplémentaire pour le combler s'ils ont consenti des efforts structurels suffisants ; cela a été le cas, en 2012, de l'Espagne, du Portugal et de la Grèce.

## Fonctionnement
Les deux volets centraux du PSC ont été renforcés et rendus plus contraignant au niveau des États membres ; la maitrise des écarts entre les objectifs que les États se sont fixés en fonction de leurs situations propres et les ajustements afin de tendre vers ces derniers ont été mis au centre de la réflexion du six-pack.

### Volet préventif
Le volet préventif prévoit que l'ensemble des États membres de l'UE actualise tous les ans leurs programmes de stabilité économique et budgétaire ou leur programmes de convergence (selon qu'ils fassent partie ou non de zone euro) qui couvre l'année précédente, celle en cours et au moins les trois années suivantes. Ce volet, définit dans le cadre du PSC est modifié afin d'approfondir la surveillance budgétaire des États membres et celle de l'état de leurs économies nationales. Le semestre européen, qui est le calendrier décisionnel de l'UE en matière de planification budgétaire, acquiert une base juridique contraignante et instaure un système de surveillance des politiques économiques qui constitue le pendant de la surveillance budgétaire exercée au titre du PSC,.

### Volet correctif
Le volet correctif est également renforcé et il introduit un mécanisme en cas de non-respect de l'objectif budgétaire à moyen terme que les États se sont fixé en concertation avec la Commission et le Conseil. La capacité de soutien communautaire est également renforcée, notamment au travers du traité sur la stabilité, la coordination et la gouvernance (TSCG). Dans le cadre du semestre européen, le Conseil peut adopter un avis ou inviter les États membres à modifier leurs programmes afin de respecter leurs engagements.
En cas d'« écarts importants »,, la Commission adresse à l'État membre un avertissement et sa situation est suivie tout au long de l'année. Si elle n'est pas redressée, la Commission peut proposer la constitution (uniquement pour les pays de la zone euro) d'un dépôt correspondant à 0,2 % du PIB dans le cadre d’un déficit excessif et de 0,1 % du PIB dans le cadre de « déséquilibres excessifs » (« des déséquilibres graves, notamment des déséquilibres compromettant, ou susceptibles de compromettre, le bon fonctionnement de l’Union économique et monétaire »), qui doit être approuvée par le Conseil ; le dépôt peut être restitué à l'État membre si l'écart constaté est corrigé. Cette « amende » (c’est le terme employé dans les textes officiels) est considérée comme approuvée par le Conseil dès lors qu'elle n'est pas contestée par une majorité qualifiée d'États membres (c'est ce que l'on appelle le vote à la majorité qualifiée inversée). Les pénalités financières peuvent aller jusqu'à 0,5 % du PIB si une fraude est détectée dans les statistiques, et les sanctions peuvent aussi inclure une suspension des engagements du Fonds de cohésion,.

### Lien avec le two-pack
- États membres de la zone euro : 20 pays (Allemagne, Autriche, Belgique, Chypre, Croatie, Espagne, Estonie, Finlande, France, Grèce, Irlande, Italie, Lettonie, Lituanie, Luxembourg, Malte, Pays-Bas, Portugal, Slovaquie, Slovénie)
- Micro-États non membres de l'UE utilisant l'euro avec l'accord de l'UE : 4 pays (Andorre, Monaco, Saint-Marin et Vatican)
- États non membres de l'UE qui ont adopté l'euro unilatéralement : 2 pays (Kosovo et Monténégro)
- États membres de l'Union européenne (UE) qui ont rejoint le MCE II : 1 pays (Bulgarie)
- État membre de l'UE faisant partie du MCE II mais qui est exempté de l'obligation de rejoindre la zone euro (Danemark).
- États membres de l'UE qui ont l'obligation  de rejoindre la zone euro : 5 pays (Hongrie, Pologne, Roumanie, Suède et Tchéquie)

Compte tenu du rapprochement des économies au sein du marché commun européen et de l'approfondissement d'une politique économique et monétaire communautaire pour les États membres de la zone euro et les pays associés à celle-ci (certains Micro-États européens et les nations européennes liées à l'euro par le MCE II), les risques systémiques prennent une ampleur de plus en plus importante nécessitant des réponses fortes et coordonnées. Le two-pack vient ainsi en complément du six-pack, pour les États membres de la zone euro, introduisant des procédures supplémentaires de surveillance et de contrôle.

## Sources

### Législation sur EUR-Lex
1. ↑  « Règlement 1173/2011 du Parlement européen et du Conseil du 16 novembre 2011 sur la mise en œuvre efficace de la surveillance budgétaire dans la zone euro », sur EUR-Lex, 16 novembre 2011, Journal officiel n° L 306 du 23.11.2011, p. 1 – 7.
2. ↑  « Règlement 1175/2011 du Parlement européen et du Conseil du 16 novembre 2011 modifiant le règlement 1466/97 du Conseil relatif au renforcement de la surveillance des positions budgétaires ainsi que de la surveillance et de la coordination des politiques économiques », sur EUR-Lex, 16 novembre 2011, Journal officiel n° L 306 du 23.11.2011, p. 12 – 24.
3. ↑  « Règlement 1177/2011 du Conseil du 8 novembre 2011 modifiant le règlement 1467/97 visant à accélérer et à clarifier la mise en œuvre de la procédure concernant les déficits excessifs », sur EUR-Lex, 8 novembre 2011, Journal officiel n° L 306 du 23.11.2011, p. 33 – 40.
4. ↑  « Règlement 1174/2011 du Parlement européen et du Conseil du 16 novembre 2011 établissant des mesures d’exécution en vue de remédier aux déséquilibres macroéconomiques excessifs dans la zone euro », sur EUR-Lex, 16 novembre 2011, Journal officiel n° L 306 du 23.11.2011, p. 8 – 11.
5. ↑  « Règlement 1176/2011 du Parlement européen et du Conseil du 16 novembre 2011 sur la prévention et la correction des déséquilibres macroéconomiques », sur EUR-Lex, 16 novembre 2011, Journal officiel n° L 306 du 23.11.2011, p. 25 – 32.
6. ↑  « Directive 2011/85/UE du Conseil du 8 novembre 2011 sur les exigences applicables aux cadres budgétaires des États membres », sur EUR-Lex, 8 novembre 2011, Journal officiel n° L 306 du 23.11.2011, p. 41 – 47.

## Compléments